# Theaetetus (cráter)

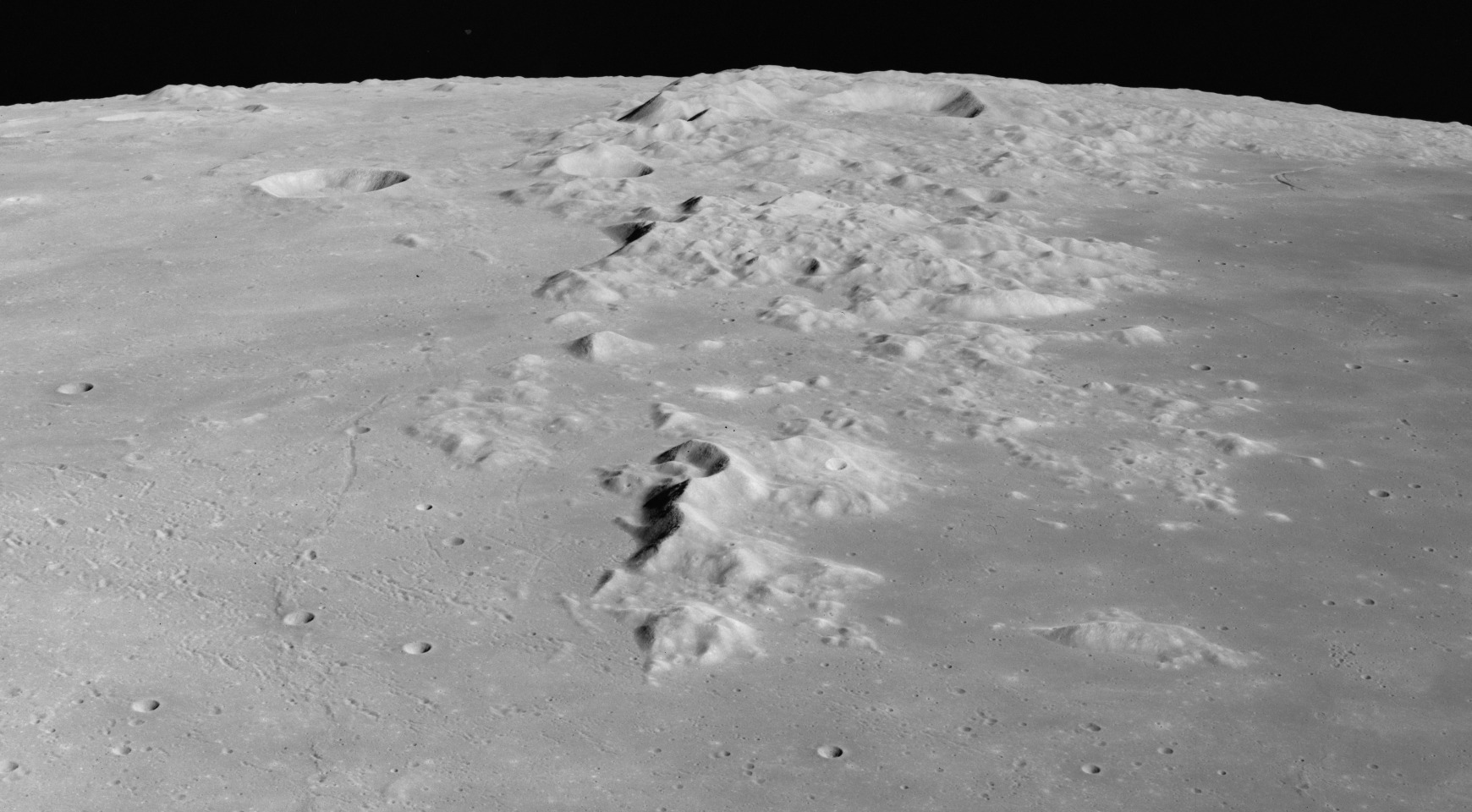
Theaetetus, a la izquierda de los Montes Caucasus

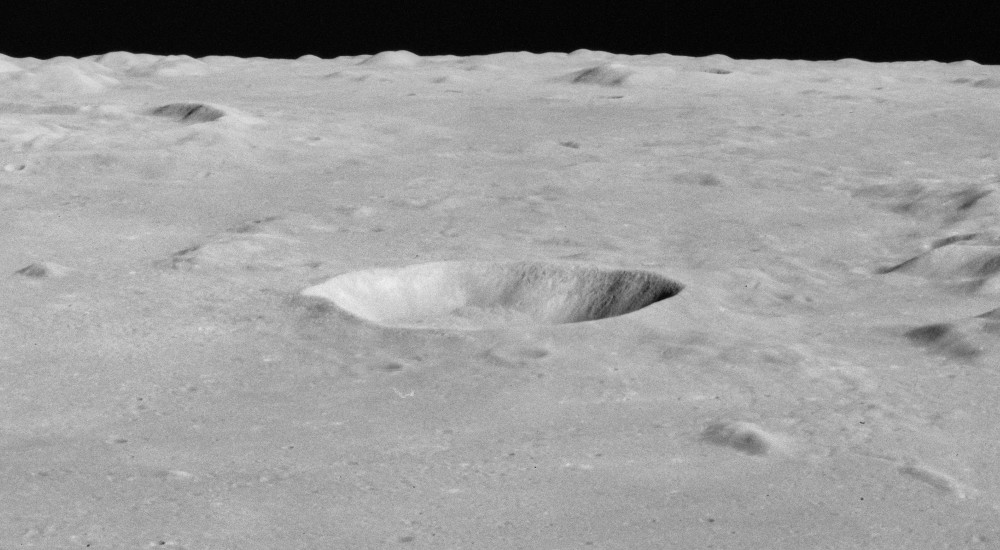
Vista oblicua de Theaetetus desde el Apolo 15

Theaetetus es un cráter de impacto lunar localizado al sureste del cráter Cassini, cerca del límite oriental del Mare Imbrium. Se sitúa al oeste de los Montes Caucasus, que forman la ribera del mare. Al suroeste se encuentra el prominente cráter Aristillus. El epónimo recuerda a Teeteto, matemático de la Antigua Grecia e interlocutor de Sócrates en los diálogos de Platón Teeteto y Sofista.
El borde de Theaetetus tiene una característica forma poligonal redondeada en los vértices. Hay un terraplén bajo con un pequeño ascenso en el lecho del cráter, al noreste del punto medio. El interior no tiene ninguna característica reseñable.
Se han observado en el pasado algunos fenómenos lunares transitorios en el cráter. En 1902 se observó la formación de una pequeña y breve nube blanca en las inmediaciones del cráter. Otros observadores, entre los que se incluyen Patrick Moore y W. H. Pickering reseñan la aparición de otros fenómenos en el cráter.
|  |  |